# Собаки играют в покер
«Собаки играют в покер» — серия картин Кассиуса Кулиджа с изображением играющих в карты антропоморфных собак, одетых в мужские костюмы, курящих сигары и пьющих алкогольные напитки. Первая картина в серии была написана в 1903 году. Кулидж в тот период работал на компанию «Brown & Bigelow», и картины должны были стать иллюстрациями к рекламным календарям. Календари должны были рекламировать сигары.

## Картины
В данной серии Кулидж нарисовал следующие картины (названия даны в оригинале):
- A Bold Bluff (Judge St. Bernard Stands Pat on Nothing)[2]
- A Friend in Need
- His Station and Four Aces
- Pinched with Four Aces
- Poker Sympathy
- Post Mortem
- Sitting up with a Sick Friend
- Stranger in Camp
- Waterloo (originally titled Judge St. Bernard Wins on a Bluff)[2]
- Ten Miles to a Garage
- Riding the Goat
- New Year’s Eve in Dogville
- One to Tie Two to Win
- Breach of Promise Suit
- The Reunion
- A Bachelor’s Dog

За ними в 1910 году последовала похожая картина, Looks Like Four of a Kind и другие картины Кулиджа с антропоморфными собаками, например Kelly Pool, на которой изображены собаки, играющие в келли-пул. Некоторые композиции серии созданы по образцу картин, изображающих игроков в карты, таких художников, как Караваджо , Жорж де Латур и Поль Сезанн.

## Значение
Картины Кулиджа стали очень популярны. В настоящее время в интернете немало пародий на данную серию. Впрочем, искусствоведы не раз критиковали её, называя халтурной и слишком простой. На картинах Кулиджа изображены представители крупной буржуазии — судьи, бизнесмены, богачи — в образе собак. Самок среди них, как правило, не бывает.
В 2005 году на аукционе в Нью-Йорке картины «Смелый блеф» и «Ватерлоо» из серии «Собаки, играющие в покер» были проданы за сумму в 590 400 долларов в частную коллекцию.

## В культуре
- В 13 серии 2 сезона сериала «Шоу 70-х» прямая отсылка к картине "Ватерлоо" 1906 года.
- В дополнении «Old World Blues» к игре Fallout: New Vegas при наличии особенности «Дикая пустошь» в исследовательском центре Х-8 можно встретить нескольких киберпсов, играющих в покер, что отсылает на картину «Собаки играют в покер».
- В мультсериале «Симпсоны» есть несколько ссылок на эти картины, например, в эпизоде «Treehouse of Horror IV» (1993) Гомер сходит с ума, просто глядя на картину.
- В фильме 1999 года «Афера Томаса Крауна» Бэннинг полагает, что находит украденную картину Клода Моне в доме Крауна. Экспертиза показывает, что это подделка, написанная поверх копии холста «Собаки играют в покер».